# Alexandre-Évariste Fragonard

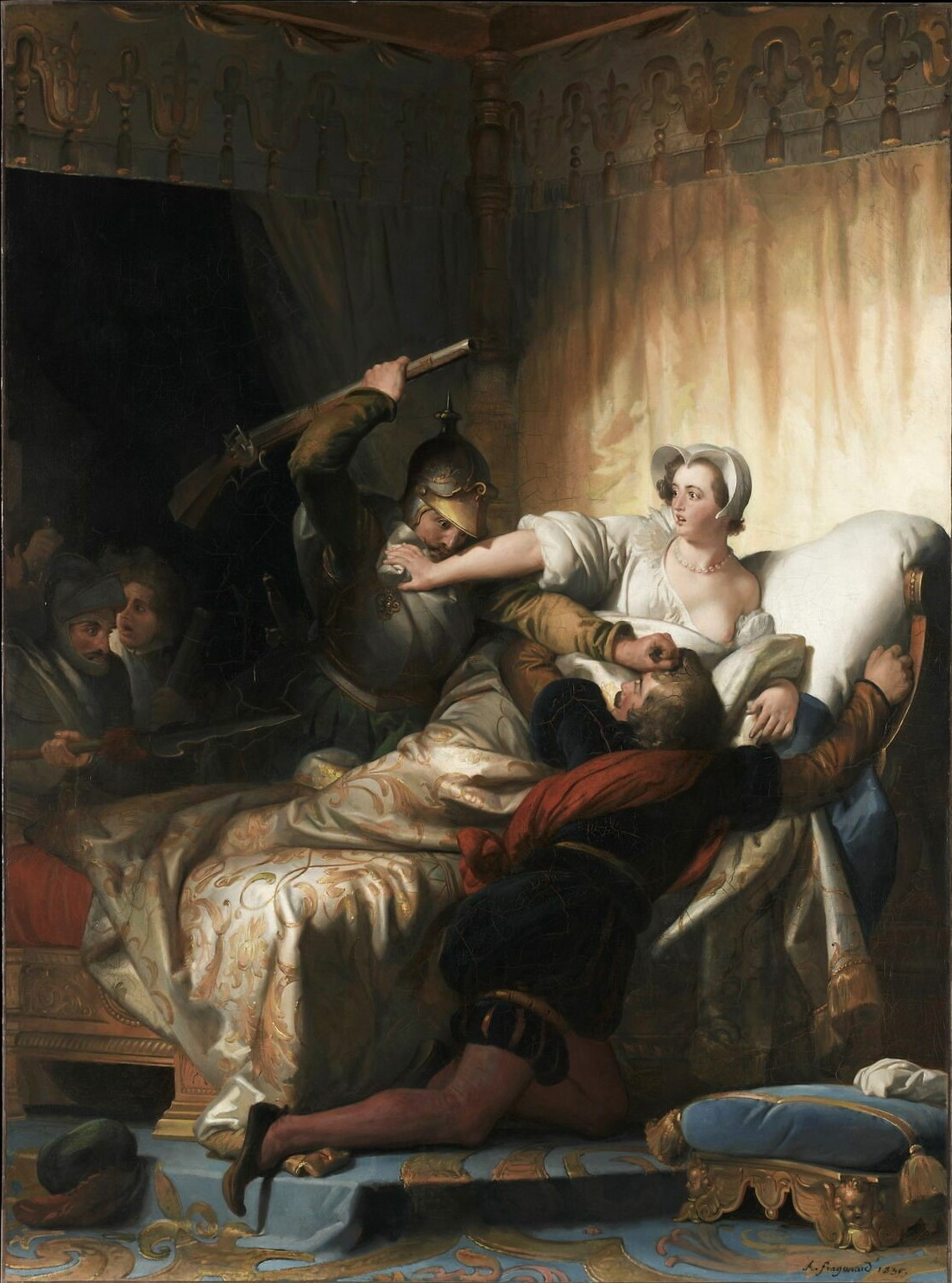
Scen i Margareta av Valois sovrum under Bartolomeinatten.

Alexandre-Évariste Fragonard, född 26 oktober 1780, död 10 november 1850, var en fransk målare och skulptör. Han var son till Jean-Honoré Fragonard och Marie-Anne Fragonard, båda konstnärer.
Fragonard var elev till Jacques-Louis David och visade stor talang som historiemålare. Han skulpterade fontänen på Place Maubert i Paris.